# Carsina kanshireiensis
Carsina kanshireiensis är en fjärilsart som beskrevs av Alfred Ernest Wileman 1914. Carsina kanshireiensis ingår i släktet Carsina och familjen nattflyn. Inga underarter finns listade i Catalogue of Life.